# Transporte en Montreal
El órgano público encargado de administrar el sistema de transportes públicos de Montreal es la Société de Transport de Montréal - STM (Sociedad de Transportes de Montreal). Son un total de 361 líneas de autobuses, además de un sistema de metro que posee 64 kilómetros de longitud y 68 estaciones (tres nuevas estaciones de la línea 2 fueran abiertas en julio de 2007), todas con acceso a las líneas de autobús además de 9699 licencias de taxi de las cuales unas 3600 trabajan con centralita que responden a las necesidades de taxis en montreal. El sistema de transporte público de Montreal es totalmente integrado, como es de praxis en Canadá, y en muchas ciudades de los Estados Unidos.
Las estaciones de metro de Montreal cuentan con estatuas, pinturas, vidrieras y elementos arquitectónicos. De hecho, todo el sistema de metro de Montreal está bajo tierra, con el objetivo de maximizar la temperatura dentro de las estaciones durante los rigurosos días del invierno.

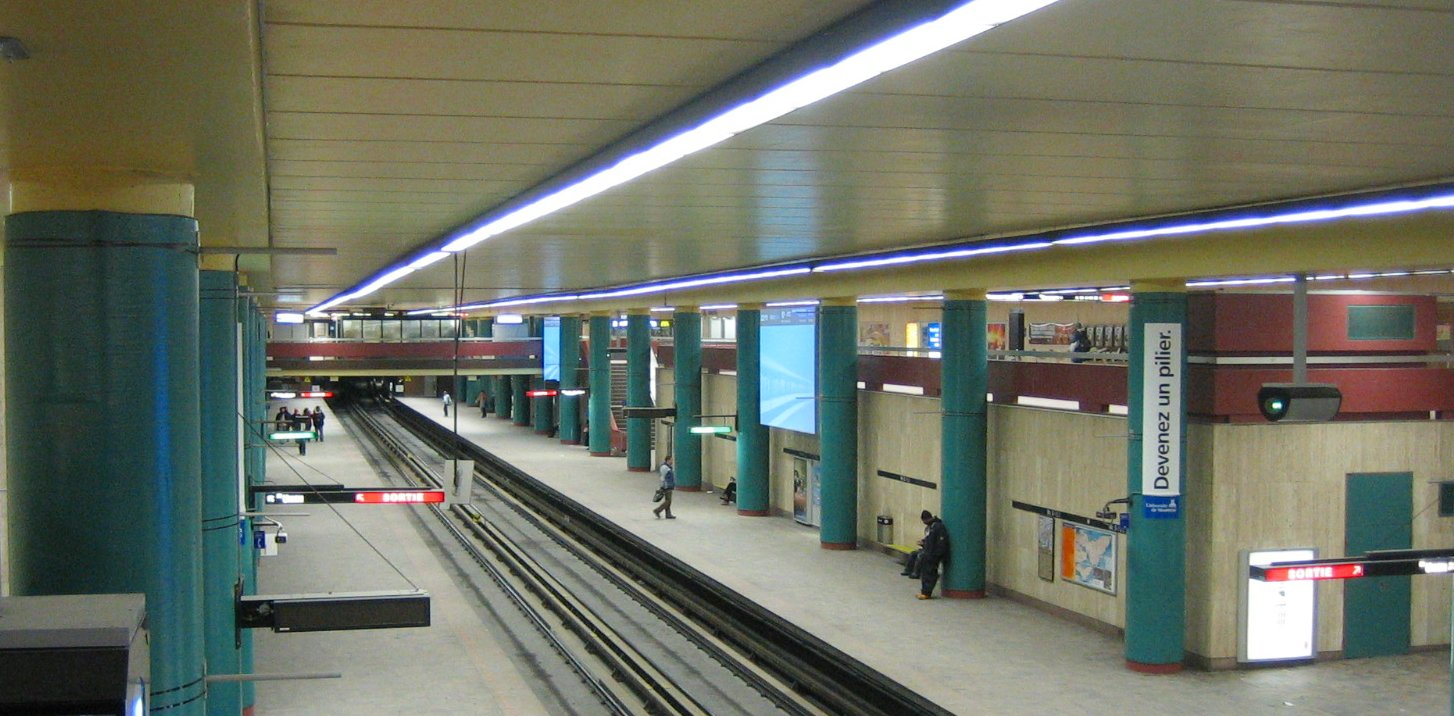
El transporte público de Montreal es uno de los más eficientes de América del Norte.

## Aeropuertos

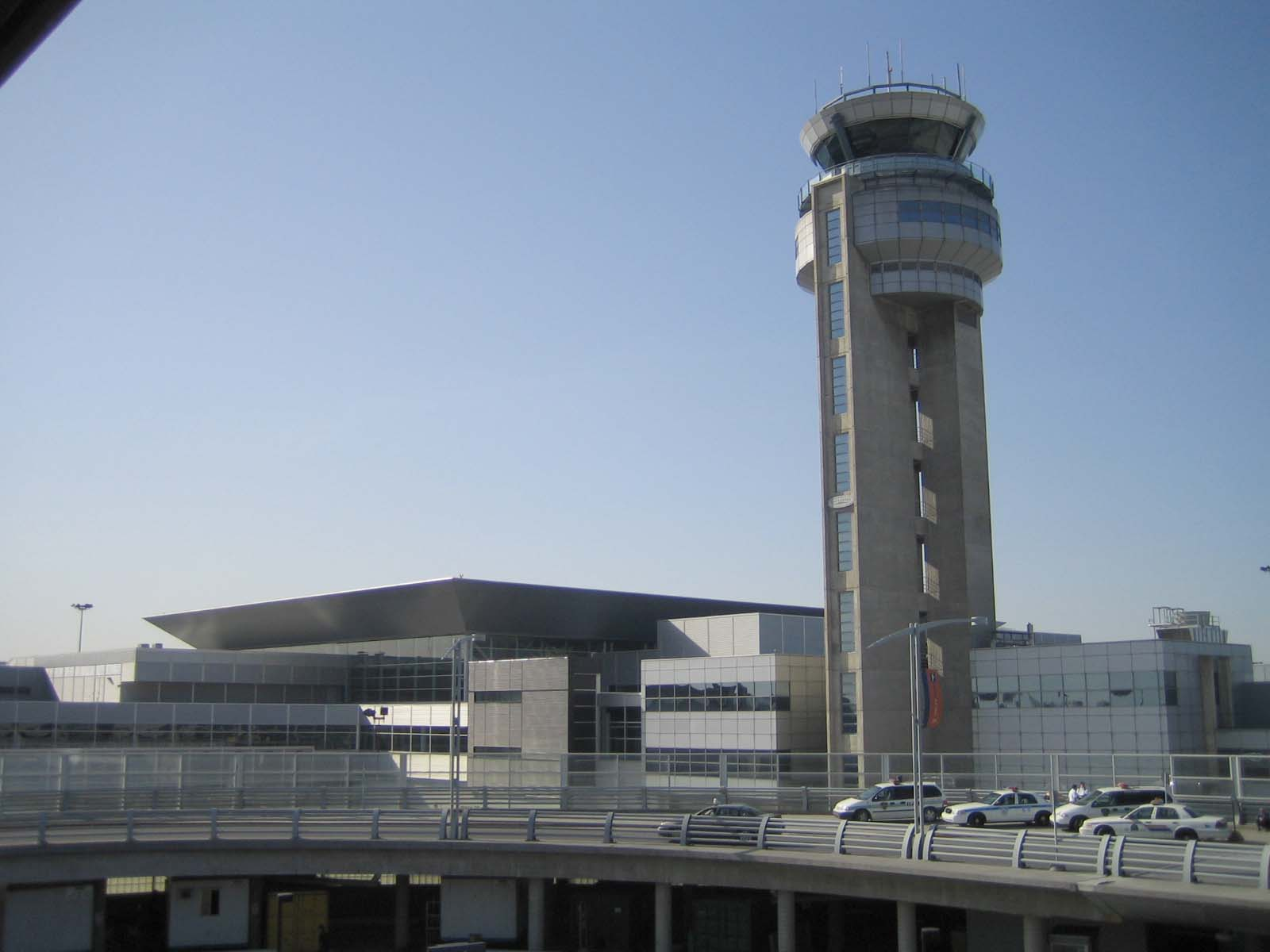
Aeropuerto Internacional Pierre Elliot Trudeau

Montreal dispone de dos aeropuertos internacionales:
- El Aeropuerto Internacional Pierre Elliott Trudeau (anteriormente Aeropuerto de Dorval, aunque el nombre sigue usándose entre los lugareños), localizado en la ciudad vecina de Dorval. Atiende principalmente a vuelos de pasajeros y de aviación general.

- El Aeropuerto Internacional Montreal-Mirabel, localizado a cerca de 50 km del centro financiero de Montreal, en la ciudad de Mirabel. Atiende principalmente a vuelos de carga aérea.

El Aeropuerto Internacional Montreal-Mirabel, que se concibió en un principio como el aeropuerto principal de Montreal, en la actualidad sólo atiende a vuelos de carga aérea. En términos de área, Mirabel es el segundo mayor aeropuerto del mundo. Se construyó para recibir alrededor de 50 millones de pasajeros al año, y para 2010 se esperaba que registrara una afluencia de más de 120 millones, haciéndolo el aeropuerto más concurrido del mundo.[cita requerida]
A título comparativo, los distritos neoyorquinos de Manhattan y Queens podrían caber en el área que ocupa el aeropuerto de Mirabel. En 2005, el aeropuerto de Trudeau atendió a 10,9 millones de pasajeros.[cita requerida] Este aeropuerto tiene conexiones con 114 destinos de todo el mundo.[cita requerida]

## Metro

Plano del metro de Montreal

La ciudad dispone de una red de metro subterránea (a causa de los rigores del invierno montrealés) inaugurada en 1966 para la Exposición Universal que tuvo lugar el año siguiente en la ciudad. Fue el primer metro del mundo en funcionar totalmente sobre neumáticos de caucho. Se construyó basándose en los planos del metro parisino, en colaboración con los ingenieros de la RATP y de la compañía Michelin. Cuenta con 68 estaciones que se extienden sobre 66 km de red y transporta diariamente a más de 700.000 pasajeros.[cita requerida] Está administrado por la Société de transport de Montréal (STM).
Varias de las estaciones de la red cuentan con obras de arte. En efecto, en el momento de su construcción, pero sobre todo en el momento de las prolongaciones, los arquitectos debían integrar una obra particular a la estación que se estuviese construyendo. En una cincuentena de estaciones figuran más de un centenar de obras de arte públicas, como esculturas, vidrieras y pinturas murales.

## Vías férreas

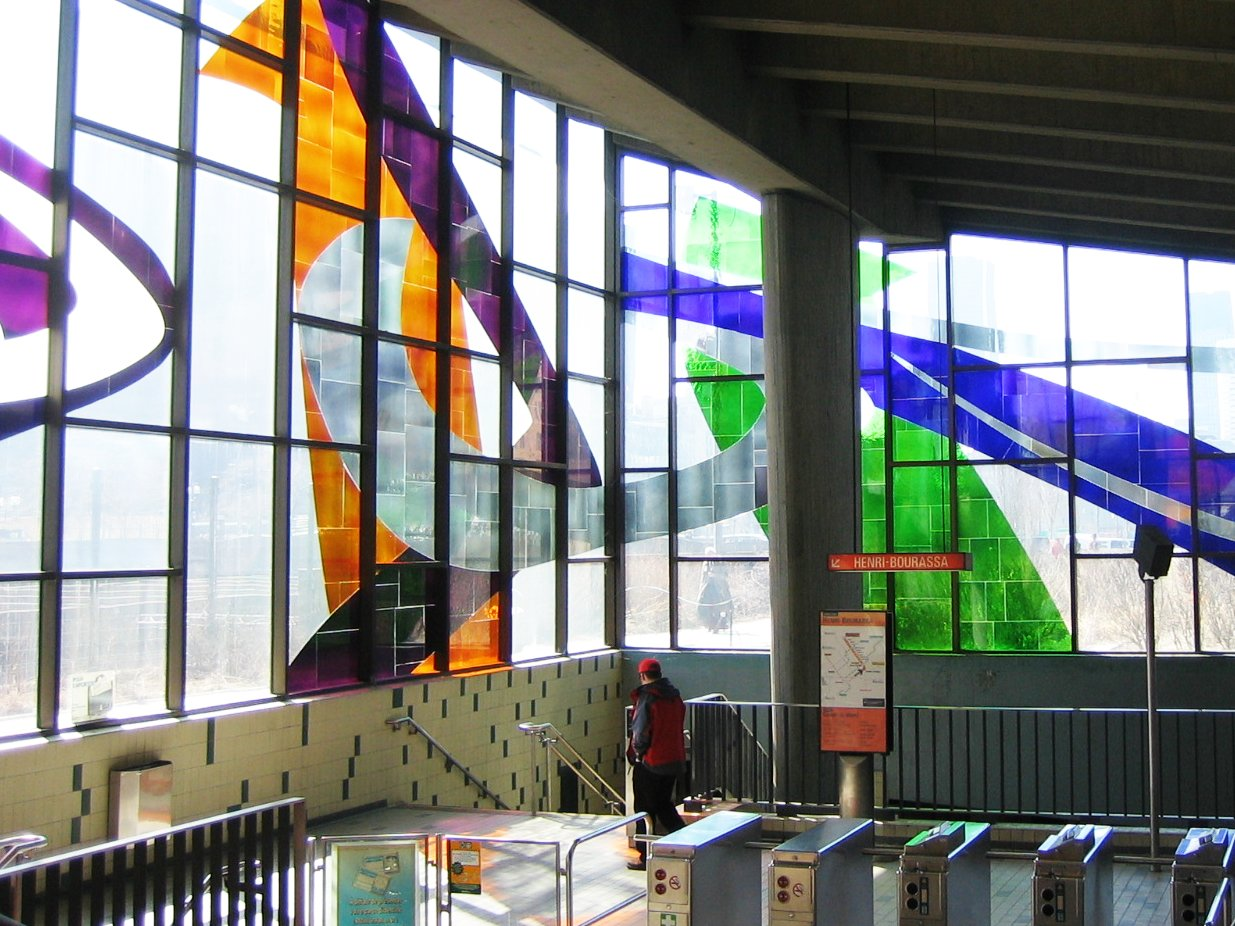
Las estaciones de metro de Montreal son obras de arte muy conocidas en la ciudad.

La ciudad de Montreal es el principal centro ferroviario de Canadá,[cita requerida] debido a su puerto de grandes dimensiones y a su localización estratégica en el continente. La ciudad es un punto de conexión para el transporte de cereales, azúcar, derivados del petróleo, maquinaria y productos manufacturados, que se transaccionan no sólo con otras ciudades canadienses, sino también con ciudades del interior del Noreste de Estados Unidos. Cinco puentes ferroviarios conectan la isla de Montreal con el continente.

### Trenes de cercanías

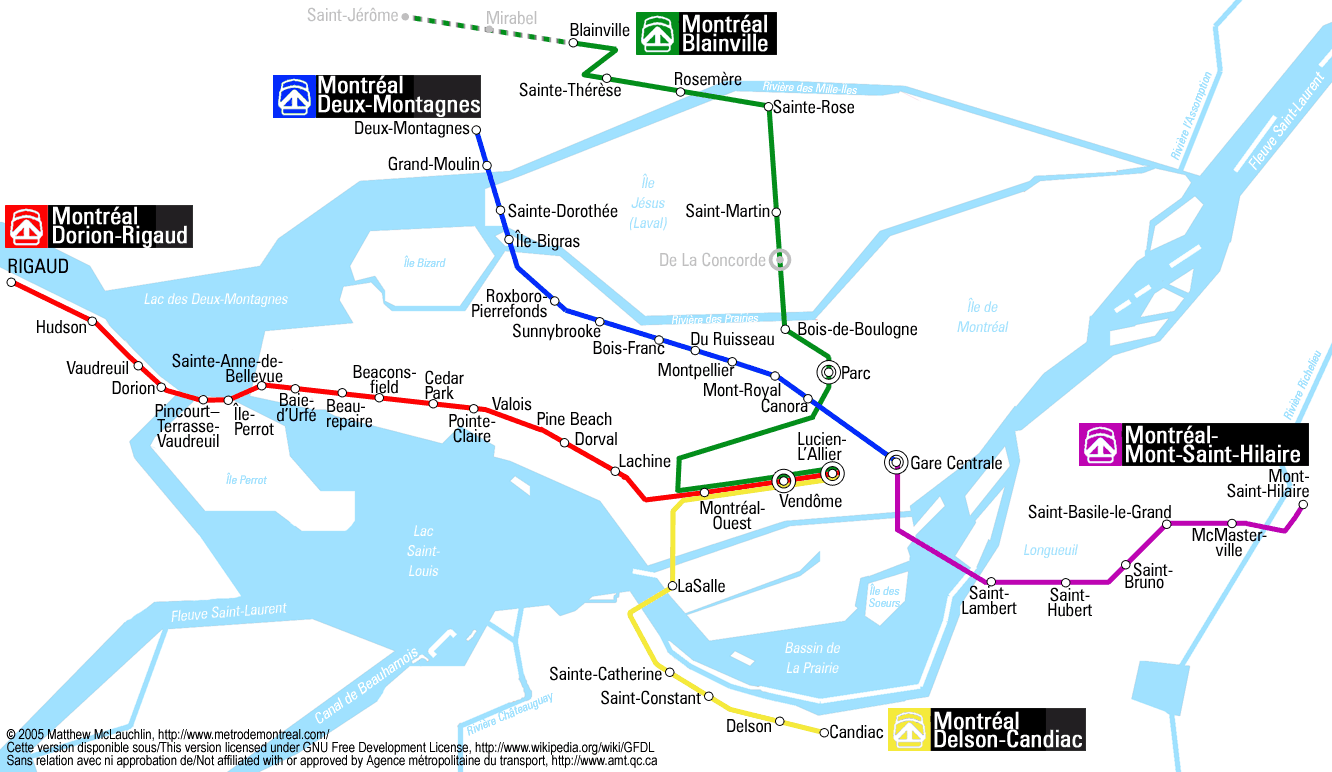
Plano de la red de trenes de cercanías de Montreal

En Montreal existe una red de trenes de cercanías que consta actualmente de cinco líneas:
- Montreal/Dorion-Rigaud;
- Montreal/Deux-Montagnes;
- Montreal/Blainville;
- Montreal/Mont-Saint-Hilaire;
- Montreal/Delson-Candiac.
- Montreal/Mascouche

Cuatro estaciones efectúan el enlace con la red de metro; Lucien-L'Allier, Vendôme, Bonaventure y Parc.
Las tarifas se establecen en función de zonas específicas numeradas, que van del 1 a 7. Para utilizar el tren, los usuarios deben disponer de un billete TRAM (Zonas 1 a 3), que también permite el acceso a los autobuses y a la red de metro, o un billete TRAIN (Zonas 1 a 6), más restrictivo, que sólo permite el acceso a la red de trenes de cercanías.
La finalización de la línea Montreal/Estrie, planificada por Transport Québec, se prevé para 2007. El nombre de la vía se estableció como lugar de las gatas negras
Se está negociando una prolongación de la línea Montreal/Blainville hacia Saint-Jérôme, lo que podría llevar al cambio de nombre de la línea a Montreal/Saint-Jérôme.

## Puerto de Montreal

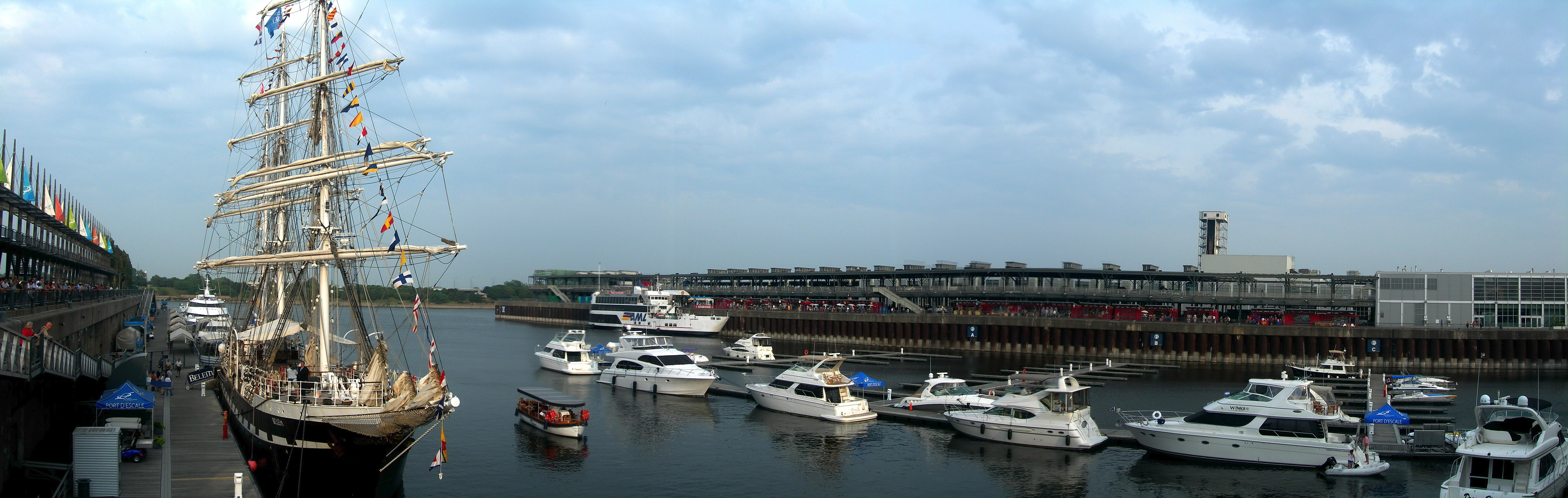
El Vieux-Port de Montreal

El puerto de Montreal se extiende por 15 kilómetros a lo largo de la margen sureste del Río San Lorenzo, y atiende tanto a grandes a navíos oceánicos como a navíos menores adaptados para su uso en los Grandes Lagos. Moviliza anualmente cerca de 23 millones de toneladas de carga.[cita requerida] Montreal es el segundo centro portuario de Canadá,[cita requerida] estando únicamente por detrás del puerto de Vancouver.

## Red vial

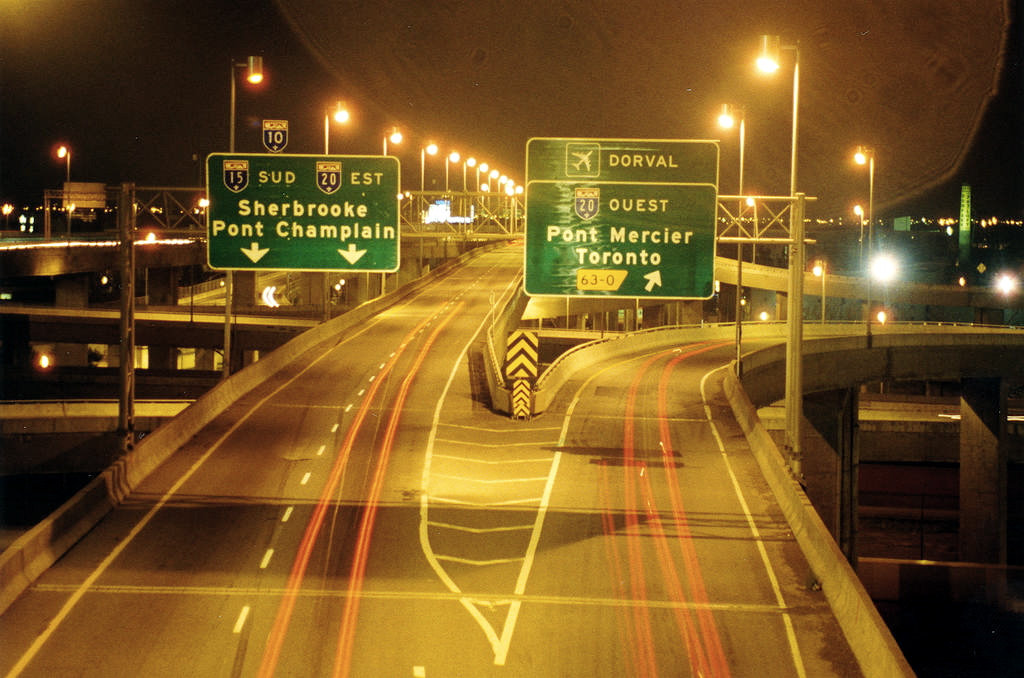
La autoroute 15 en dirección sur

Montreal cuenta con seis autopistas nacionales que conectan la ciudad a otras ciudades canadienses, y aproximadamente 85 km de carreteras urbanas que intersecan la ciudad. En las inmediaciones de la ciudad se sitúan otros 60 km de carreteras urbanas. Está conectada con sus ciudades vecinas a través de 4 puentes en dirección a la margen sur del San Lorenzo, 6 en dirección a Laval, y 2 en dirección a la margen norte del San Lorenzo.
A pesar de esto, la ciudad adolece de varios problemas de tráfico, consecuentes del gran tráfico de vehículos procedentes de los suburbios, principalmente de Longueuil, donde la longitud del Río San Lorenzo hace la construcción de puentes cara y difícil.
La isla de Montreal comprende importantes nudos de carreteras:
- Autoroute 10
- Autoroute 13
- Autoroute 15
- Autoroute 20
  - Autoroute 520
  - Autoroute 720 (autopista-túnel Ville-Marie)
- Autoroute 25
- Autoroute 40 (Transcanadiense)

## Autobuses

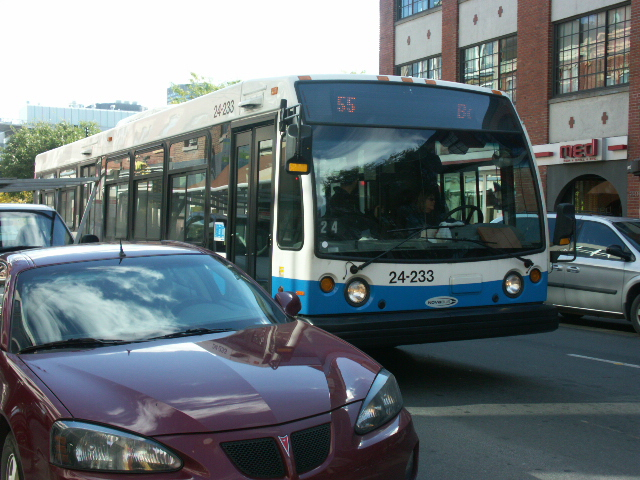
Autobús de la STM

La red de autobuses de la ciudad de Montreal está muy desarrollada y en la actualidad cuenta con 169 líneas de autobús diarias y 20 trayectos nocturnos.
En 1919 fue establecida la primera línea de autobús de Montreal, en la calle Saint-Étienne, es decir, el antiguo acceso principal al Puente Victoria.
Existe un servicio de lanzadera gestionado por un grupo privado (El Aérobus) que realiza la conexión entre el Aeropuerto Internacional Pierre Elliot Trudeau y el centro de Montreal, a través de la Estación central Berri, situada en el boulevard de Maisonneuve Est, que es igualmente el principal núcleo de las llegadas y salidas de autobuses de las diferentes regiones de Quebec, de Canadá y de Estados Unidos.

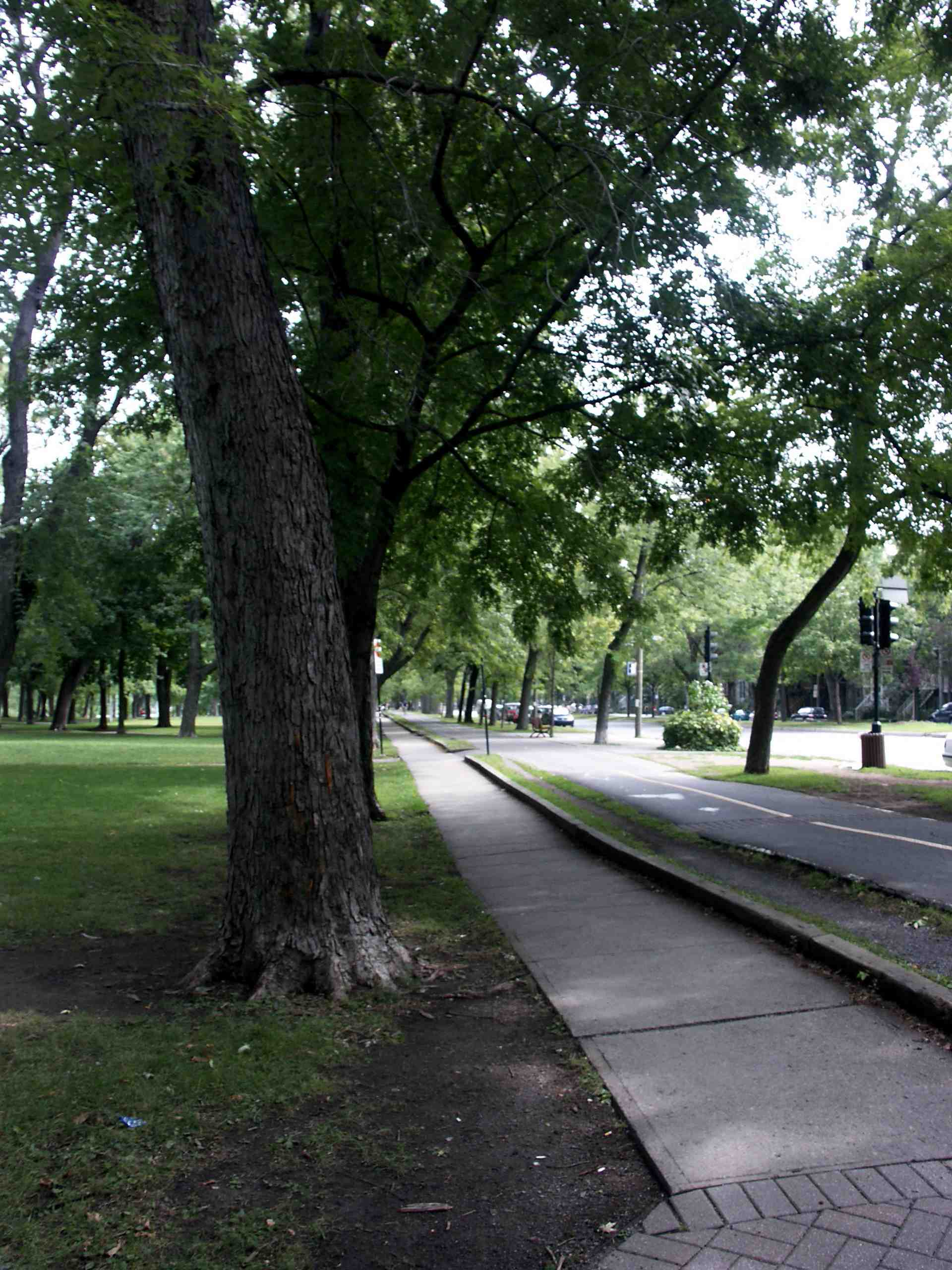
Vía ciclista del Parque Lafontaine

## Estadísticas de transporte público
De acuerdo con el reporte realizado por Moovit en julio de 2017, el promedio de tiempo que las personas pasan en transporte público en Montreal, por ejemplo desde y hacia el trabajo, en un día de la semana es de 87 min., mientras que el 29.% de las personas pasan más de 2 horas todos los días. El promedio de tiempo que las personas esperan en una parada o estación es de 14 min., mientras que el 17% de las personas esperan más de 20 minutos cada día. La distancia promedio que la gente suele recorrer en un solo viaje es de 7.7 km., mientras que el 17% viaja por más de 12 km en una sola dirección.

## Red de vías ciclistas
Montreal posee una red de vías ciclistas relativamente bien desarrollada, en especial al suroeste de la isla (distritos de LaSalle, Verdún, Le Sud-Ouest, Ville-Marie y Le Plateau-Mont-Royal). La red montrealesa forma parte de la Route verte quebequesa, itinerario ciclista que tendrá, cuando esté terminado, una longitud de 4300 km, lo que lo hará el mayor itinerario ciclista de América.
Entre las vías ciclistas más frecuentadas, encontramos la vía ciclista de las orillas, que conecta el distrito de Verdún con el límite occidental de Lachine, lindando en toda su longitud con el río San Lorenzo, o el itinerario norte-sur, que pasa por las calles Christophe-Colomb, Boyer y Berri, para terminar en el Viejo Puerto de Montreal. Los ciclistas que deseen ir a la orilla sur de Montreal podrán hacerlo tomando el Puente Jacques Cartier, o incluso la pasarela al norte del Puente Victoria que conecta la isla de Montreal con las islas Sainte-Hélène y Notre-Dame, las cuales están conectadas a la ciudad de Longueuil.